# Командующий
Командующий, термин в военном деле России:
1. военный начальник (военачальник) (официальное должностное лицо, должность с добавлением чем командует) в вооружённых силах (ВС) государства, на которого вышестоящим начальством (министр обороны, глава государства, Верховный главнокомандующий) возложено командование (управление, руководство) войсками (силами), объединением, родом войск ВС государства, также военнослужащий назначенный на эту должность;
2. составная часть (одно из слов) наименования воинской должности или воинского звания (РККА) военнослужащего;

В Вооружённых силах существуют следующие категории командующих (представлены не все):
- Командующий армией[3];
- Командующий армейской группой (в некоторых ВС государств);
- Командующий группой армий;
- Командующий флотилией;
- Командующий родом войск;
- Командующий родом сил (командующий силами);
- Командующий войсками округа (военного, пограничного, ПВО, жандармов, внутренних войск);
- Командующий войсками фронта;
- Командующий флотом;
- Командующий театром военных действий, в англосаксонском военном деле.

## ДолжностьВС России

### Имперский период
В военном деле дореволюционной России термин командующий означал командира, не утверждённого в должности, а исполняющего обязанности до утверждения. Например: должность командира гвардейского полка была положена в чине генерал-майора, и если на эту должность назначался военнослужащий в чине полковника, то впредь до его производства в чине он именовался командующим полком.
Кроме того, командование каждой из армий на театре войны вверялось командующему армией, а общее начальство над всеми армиями — главнокомандующему, если императору было не угодно начальствовать лично. Главнокомандующий давал командующим армиями общие указания относительно ведения военных действий, определяя общие цели и направляя к их достижению совокупные усилия всех армий; орган его управления — штаб.

#### Формирований
- Командующий Императорской Главной квартирой, с 21 февраля 1883 года;
- Командующий войсками военного округа;
- и другие.

### Советский период
В июне Ставка Верховного Главнокомандования восстановила Волховский фронт как самостоятельный, признав, по существу, ошибочность ликвидации его в конце апреля, Мерецков был возвращен на должность командующего этим фронтом, Хозин отозван в Москву, а Говоров назначен командующим Ленинградским фронтом. Все войска за Ладогой отходили в подчинение Мерецкову.— Бычевский Б. В. Штаб и командующий. // Командующий фронтом (О Маршале Советского Союза Л. А. Говорове). // Сайт «Ленинград Блокада Подвиг».
В ВС СССР имелись:
- Командующий войсками армии (ударной, ОН, танковой, воздушной, ПВО, конной, трудовой (до 1946 года)
- Командующий армией (танковой, ракетной, воздушной, ПВО)
- Командующий армейской группой
- Командующий группой армий
- Командующий флотилией
- Командующий родом войск:
  - Командующий ВВС РККА
  - Командующий артиллерией РККА;
  - Командующий бронетанковыми и механизированными войсками РККА;
  - Командующий Воздушно-десантными войсками;
  - Командующий Инженерными войсками;
  - Командующий Железнодорожными войсками;
- Командующий родом сил (командующий силами)
- Командующий войсками округа (фронта)
- Командующий флотом:
  - Командующий ЧФ ;
  - Командующий БФ ;
  - Командующий СФ ;
  - Командующий ТОФ ;

### Федеральный период
В ВС России, на данный момент, имеются:
- Командующий РВСН ;
- Командующий ВВКО ;
- Командующий ВДВ ;
- Командующий войсками командования противовоздушной и противоракетной обороны;
- Командующий войсками оперативно-стратегического командования воздушно-космической обороны;
- Командующий войсками космического командования;
- Командующий Дальней авиацией;
- Командующий войсками округа
- Командующий ЧФ ;
- Командующий БФ ;
- Командующий СФ ;
- Командующий ТОФ ;
- Командующий Каспийской флотилией ;
- Командующие Ракетными армиями .

## Должность (зарубежье)

### Шри-Ланка
- Командующий армией

### Латвия
- Командующие НВС Латвии

### НАТО
- Командующий международными силами содействия безопасности в Афганистане (ISAF).
- Командующий силами NATO в Европе.

## Звания Вооруженных сил СССР
В 1935—1940 годы, в ВС Союза ССР, существовало воинское звание командарм 1-го и 2-го ранга, которое не надо путать с сокращённым названием, применяемым иногда к должности командующего армией.